# Metropolis (anime)
Metropolis je japanski anime ZF film iz 2001. kojeg je režirao Rintaro. Film je snimljen po mangi koju je napisao Osamu Tezuka, a dijeli isti naslov i svojevrsna je parafraza nijemog filmskog klasika Metropolis (1927).

## Filmska ekipa
Režija: Rintaro
Glasovi: Kei Kobayashi (Kenichi), Yuka Imoto (Tima), Kouki Okada (Rock), Taro Ishida (Duke Red) i drugi.

## Radnja
Budućnost. Roboti su postali razvijeni i dobili umjetnu inteligenciju, ali moraju raditi za ljude i nemaju prava, odvojeni praktički u društvu kao u Apartheidu. Dječak Kenichi i njegov ujak, detektiv Shunsaku Ban, stižu u visoko razvijeni grad Metropolis kako bi istražili slučaj ukradenih organa. Gradom vlada korumpirani Duke Red koji je sagradio ogromni toranj uz pomoć kojeg želi zavladati svijetom. Tornjem bi trebao upravljati ženski android Tima, koji je replika njegove preminule kćerke. No Rock, usvojeni mladič kojeg je odgojio Duke Red, je ljubomoran na svu pažnju koju dobiva Tima pa upada u laboratorij te ga uništava. No Tima preživi i na ulici naiđe na Kenichija, koji se u nju zaljubi. Kasnije Duke Red pronalazi Timu i otpušta Rocka, dok Kenichi odluči ostati s Timom...

## Nagrade
- Osvojeno 2. mjesto u Fant-Asia Film Festival (najbolji animirani film).

## Kritika
Anime film "Metropolis" igrao je i u kinima zapada te je dobio uglavnom povoljne recenzije kritike. Tako je Walter Chaw napisao: "S elementima posuđenima iz Langova Metropolis, Wellesova Kanea i Eisensteinova Potemkina, pravo čudo Rintarovog Metropolisa je velik broj slika koje ostaju i djeluju samostalno" a Robert Roten je zaključio: "Iako neki podzapleti djeluju shematično a motivacije likova nisu jasne, ovo je putovanje koje se isplati zbog čarobnih slika". No, bilo je i nezadovoljnih kritičara - tako je David Cornelius napisao: "Volio sam gledati ovaj film. Jedino je problem što uopće nisam toliko mario i za dosadnu priču", a kritičar na siteu animeacademy.com je zaključio: "Metropolis je zanimljiv film. Dopustite mi da pojasnim tu izjavu; detalji u pozadini snimanja ovog filma su zanimljivi. Sam anime je na žalost lako zaboravljiv...Karikaturni dizajn likova u stilu "Astro Boya" jednostavno djeluje izvan konteksta usred tmurne priče i intenzivnim kompjuterskim grafikama".

## Vanjske poveznice
- Metropolis u internetskoj bazi filmova IMDb-a
- Rottentomatoes.com
- Animeacademy.com  Arhivirana inačica izvorne stranice od 16. kolovoza 2006. (Wayback Machine)